# Morava-Schule

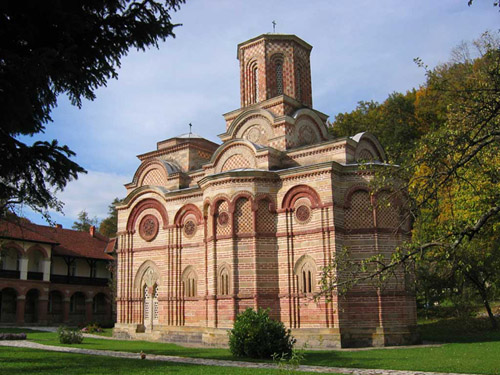
Kloster Kalenić, spätbyzantinischer Trikonchonos, nach 1407

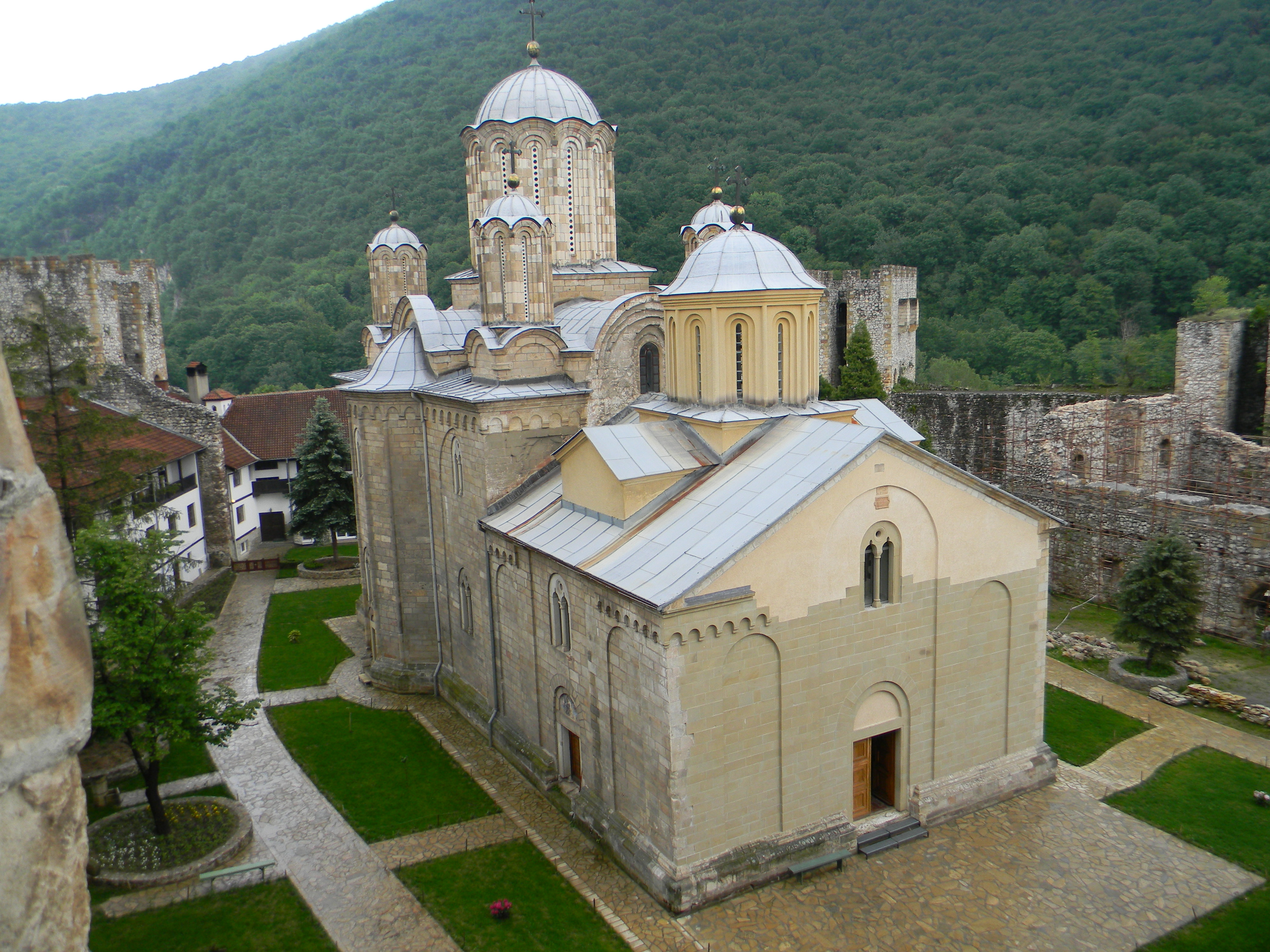
Wehrkloster Resava (Manasija), Fünfkuppelkirche als Grablege des Despoten Stefan Lazarević

Die Morava-Schule war die spätbyzantinische Stilrichtung im mittelalterlichen Serbien ab 1370, welche die Bauwerke im serbisch-byzantinischen Stil unter den Nemanjiden und deren Nachfolgern weiterführt.
Der ausgesprochen experimentelle Stil gilt als originellste und eigenständigste Richtung der mittelalterlichen Kunst Serbiens.
Die Morava-Schule war im Norden Serbiens von 1370 bis 1459 stilbildend, erreichte als höfische Kunst unter Lazar Hrebeljanović (1370–1389), Stefan Lazarević (1402–1427) und Đurađ Branković (1427–1456) in Architektur, Malerei und Literatur eine ausgesprochene Blüte. Sie wird oftmals zur so genannten osteuropäischen analogischen Renaissance zugerechnet, wobei dieser Begriff kunsthistorisch nicht klar definiert ist, von Kunsthistorikern teilweise auch abgelehnt wird.
An der Entstehung der Morava-Schule ist die Verschmelzung verschiedener kultureller Einflüsse maßgeblich im dekorativen Ausschmücken der Bauwerken zu erkennen. Anregungen dazu kamen sowohl aus dem Westen (Relief) als auch dem Orient (Ornamentik). Die byzantinische Kunst blieb aber substanzielle Grundlage für die Stilbildung.
Noch bis ins 17. Jahrhundert wurden die zahlreichen Kirchen im Morava-Stil in der Fruška Gora in Syrmien errichtet. Erst mit dem Großen Türkenkrieg verdrängte der durch das Kaiserreich Österreich eingeführte Barock diesen Stil in der serbischen sakralen Baukunst.

## Ursprünge

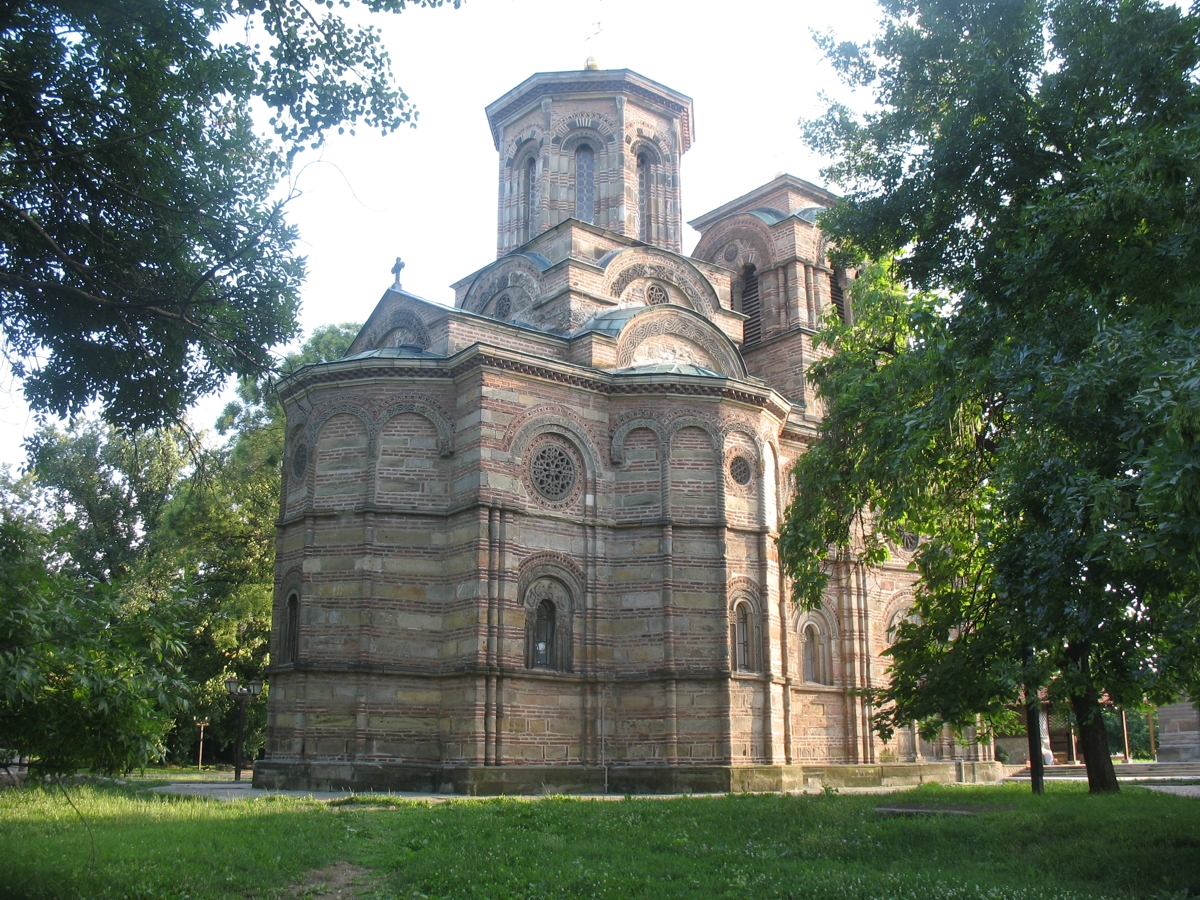
Lazarica-Hofkirche Fürst Lazars in Kruševac

Die Morava-Schule entspringt den Bautraditionen der Nemanjiden des frühen serbischen Reiches. Dem in der Morava-Schule seine künstlerisch höchste Entwicklung findende serbisch-byzantinische Stil ging noch die der Romanik Westeuropas verpflichtete Raška-Schule (z. B. die Klöster Studenica, Žiča, Sopoćani und Visoki Dečani) sowie die zur Zeit König Milutins dominierende byzantinische Tradition der Mazedonischen Schule unter Vermittlung der Palaiologischen Renaissance (z. B. Bogorodica Ljeviška, Gračanica) voraus. Aus diesem reichen baulichen Substrat entwickelten die Künstler der Morava-Schule ihren individuellen Stil.
Von den Athos-Klöstern, insbesondere Hilandar, wurde der Grundriss übernommen. Direkter Vorgängerbau der ersten 1370 im Morava-Stil erbauten Kirche des Klosters Ravanica war das von Kaiser Stefan Dušan 1345 als Mausoleum erbaute und heute zerstörte Erzengelkloster bei Prizren im Kosovo. Dass gerade der Stiftung Dušans eine Vorbildfunktion für die Entwicklung der Morava-Schule zukam, hat neben den dort zum ersten Mal auftretenden neuen architektonischen Ideen (Verwendung von Bauplastik, Stufung des Baukörpers mit Bändern, Errichtung als Fünfkuppelkirche) auch mit der Legitimierung der neuen Herrschaftsdynastie unter Lazar Hrebeljanović zu tun.
Dušans Mausoleum kam als Vorbild gleich zweifache Bedeutung zu. Die Große Kirche im Erzengelkloster war Schema für die herrschaftlichen Mausoleen von Lazar und seinem Sohn Stefan Lazarević, die kleinere, kapellengroße Sankt-Nikolaus-Kirche im Erzengelkloster war dagegen Vorbild für die 1377 in Kruševac errichtete Hofkapelle Lazarica. Besonders dieser kleiner Typ entwickelte sich schnell weiter und gipfelte künstlerisch in der Klosterkirche von Kalenić.

## Architektur

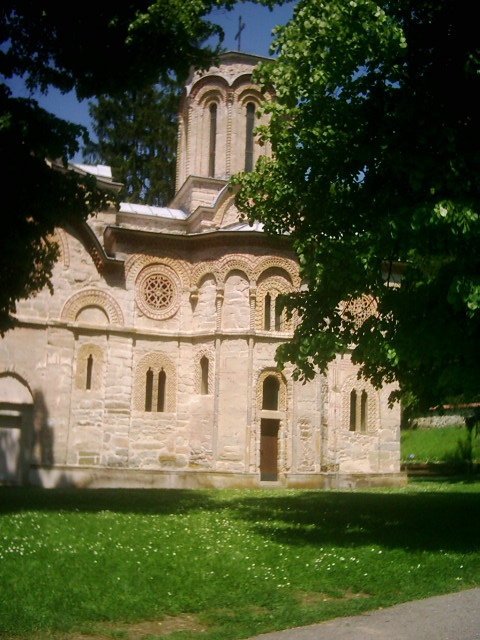
Kloster Ljubostinja

Die Architektur der Morava-Schule zeichnet sich durch die Dreikonchenanlage aus. Diese wurde von den Klöstern des Athos, hier insbesondere das serbische Kloster Hilandar übernommen. Die Tendenz zur Höhe wird durch gestufte Blendbögen und hohe Tamboure sowie langgestreckte Kuppeln erreicht. Ein farbiger, sehr nuancierter und in Harmonie zum Baukörper angebrachter Fassadenschmuck durch wechselnde Ziegelsteinreihen sowie die in Flachrelieftechnik ausgeführten bauplastischen Elemente vervollständigen diese originelle Architektur. Mythologische Szenen der Flachreliefs sind insbesondere im Kloster Kalenić in hoher Qualität an den Fenstern angebracht. Die einzige religiöse Darstellung, die Mariendarstellung am Narthexfenster ist das Hauptwerk der serbischen Bildhauerkunst und hat direkte gotische Vorbilder.

### Grundrisstypen
Innerhalb der Grundform der Kirchen der Morava-Schule sind wie auch sonst in der byzantinischen Architektur zwei grundsätzliche Typen zu unterscheiden. Der Einkuppeltrikonchonos wie in Lazarica, Kalenić, Ljubostinja, Novo Hopovo, Naupara, Vraćevšnica und Krušedol wird für meist kleinere Stadtkirchen und Klöster, die von Edelleuten gestiftet wurden, verwendet. Die größeren Fünfkuppelkirchen der Morava-Schule, Ravanica und Manasija sind dagegen ausschließlich den Mausoleen der Herrscher vorenthalten.
Ein weiterer Typunterschied ist die Verwendung von äußeren Bauschmuck, die in Kirchen mit ausschließlicher Marmorverkleidung wie in Manasija und Vracevšnica nicht vorkommt.

### Bauplastik und Baudekor

Rekonstruierte Rosette, Milentija Ende 14. oder Anfang 15. Jh.

Auffälligste Gemeinsamkeit fast aller Kirchen der Morava-Schule ist die überreiche Bauplastik. Abwechselnde Reihen von Roten Ziegelsteinen und Mörtelbändern verleihen den Gebäuden ein farbiges Aussehen. Die Bauplastik wird durch Rosetten und Fensterskulpturen ausgezeichnet. Darunter sind die Skulpturen in Kalenić die bedeutendsten. Neben der Mariendarstellung sind mythologische Szenen und Tierdarstellungen, darunter Greif, Löwe und Bär, vertreten, die erst in den späteren Bauwerken Einzug halten und wahrscheinlich in Miniaturen aus Manuskripten wie dem Serbischen Psalter ihre Vorbilder haben. Aufwendig sind auch die Eingangsportale zwischen Narthex und Naos sowie die Rosetten (Ljubostinja, Kalenić und Naupara) gestaltet. Das monumentale Naos-Portal in Kalenić und die Rosetten der Westseite von Naupara sind die Hauptwerke serbischer Bildhauerkunst.
Die dekorative Steinplastik der Morava-Schule gilt als originellste künstlerische Leistung der serbischen Kunst. Die dekorativen Elemente sind durch geometrische Arabesken und stilisierte florale Ornamente, selten mit figürlichen Darstellungen, gekennzeichnet. Fragmente der plastischen Dekoration der fast gänzlich zerstörten Sankt-Stefan-Kirche im Dorf Milentija, die heute im Serbischen Nationalmuseum Belgrad ausgestellt sind, zeigen, dass die dekorativen Elemente und Figuren bemalt waren und einen sehr lebhaften Eindruck machten.

## Wandmalerei

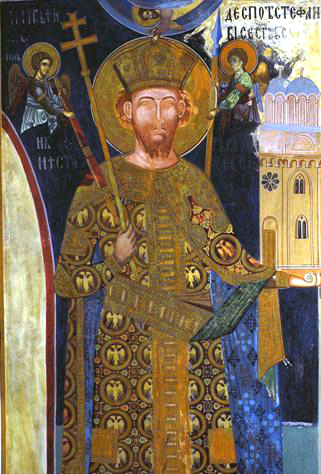
Stifterporträt von Stefan Lazarević im Kloster Manasija (1407–1418)

Die Fresken der Morava-Schule gehören zu den besten der serbischen Kunst. Sie nähern sich dem internationalen Stil der Gotik. Die Hochzeit zu Kanaa in Kalenić und das Stifterporträt von Stefan Lazarević sowie die heiligen Krieger in Manasija sind die bekanntesten Darstellungen. Der höfische Stil der Fresken hat oft Vorbilder in der zeitgenössischen Miniaturmalerei und bildet den Abschluss der Malerei der Palaiologischen Renaissance. Die Fresken Manasijas sind durch äußere Prachtentfaltung, Feierlichkeit und den dargestelltem Reichtum der Personen als Stiftung des herrschenden Despoten erkennbar, die Fresken in Kalenić zeichnen sich durch die Intimität und die subtile psychologische Darstellung der Figuren aus.

## Buchmalerei
Bedeutende Zeugnisse der serbischen Buchmalerei der Morava-Schule sind das Tetra-Evangelium der Radoslav-Evangelium von 1429 mit Miniaturen der vier Evangelisten und der Serbische Psalter vom Ende des 14. Jahrhunderts, der wahrscheinlich für Stefan Lazarević geschaffen wurde. Der Serbische Psalter ist durch die 148 häufig ganzseitigen Miniaturen eines der wertvollsten spätbyzantinische Manuskripte. Etliche Illustration sind nur aus diesem Psalter bekannt. Für viele der Miniaturen sind Vorbilder der klösterlichen Wandmalerei bezeugt und die Ähnlichkeit der Miniaturen im Radoslav-Evangelium und Fresken in Kalenić und Manasija offensichtlich.

## Literarische Schule
Neben der Hagiographie von Konstantin Kostenezki (ein Schüler der Tarnower Schule und Mitbegründer der literarischen Schule von Resava) über Stefan Lazarević und den Kodex der Bergleute von Novo Brdo (1412), sind drei Werke erhalten, die von Stefan Lazarević verfasst wurden. Diese sind
- Die Trauer um seinen Vater Lazar (1389)
- Die Inschrift der Marmorstele von Kosovo (1404)
- Ein Gedicht zur Liebe (1409), eine poetische Erklärung an seinen Bruder Vuk

Von der Nonne Jefimija, der Witwe des Despoten Jovan Uglješa, ist überdies eine Laudatio an Fürst Lazar verfasst (Lobpreisung des Fürsten Lazar), die während der Schlacht bei Ankara (1402), die Lazars Sohn, Stefan Lazarević, der als Vasall des Sultans Bajezid I. gegen den mongolischen Heerführer und Großkahn Timur Leng (Tamerlan) ins Feld ziehen musste, in der Schlacht beschützen sollte. Für das Gesichtstuch für den Leichnam Lazars bestimmt, ist das Poem als Goldstickerei ausgeführt. Es ist das erste erhaltene lyrische Gedicht der serbischen Literatur.

## Verbreitung

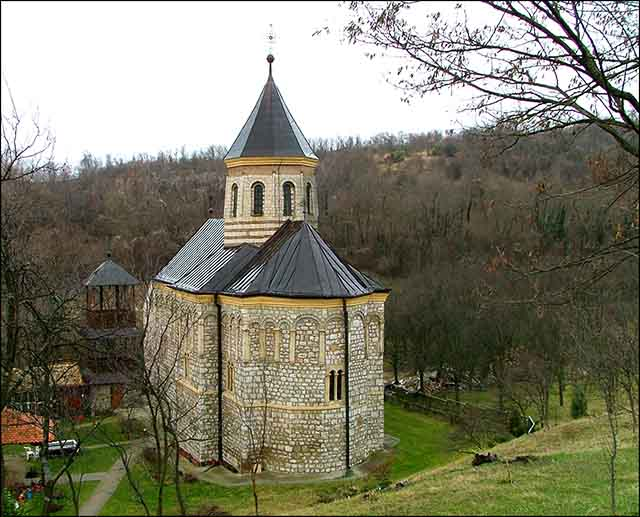
Kloster Mala Remeta in der Fruška Gora

Entstanden ist die Morava-Schule in der Šumadija in Zentralserbien um den Fluss Morava, daher die Bezeichnung Morava-Schule. Die Klöster Manasija und Ravanica sind als Grablagen durch eine Befestigung und als Anlagen mit fünf Kuppeln errichtet. Die Kirchen von Lazarica und Kalenić verkörpern mit einer Kuppel und Blendkuppel über dem Narthex den anderen Typ. Eine weitere wichtige Stiftung ist das Kloster Ljubostinja der Fürstin Milica Hrebeljanović. Von Moravaserbien verbreitete sich die Stilrichtung auch nördlich von Donau und Save. In der Fruška Gora in Syrmien sind u. a. die Klöster Novo Hopovo, Krušedol und Mala Remeta den Bauwerken der Morava-Schule zuzurechnen.
Eine zweite Blüte erlebte die Morava-Schule in der Walachei. Das Kloster Cozia und die Kathedrale in Curtea de Argeș sind dabei die bedeutendsten. Auch viele Kirchen in Bukarest zeigen die Bedeutung der Morava-Schule für die Kunst der Walachei.
Der serbische Grundriss mit den drei Konchen kam auch in den Klöstern der Moldau wie in Putna zum Tragen.